# Skeatia doonensis
Skeatia doonensis là một loài tò vò trong họ Ichneumonidae.